# Estación de La Acebeda
La Acebeda es un apeadero ferroviario situado en el municipio español de La Acebeda, en la Comunidad de Madrid. Las instalaciones, que forman parte del ferrocarril directo Madrid-Burgos, no prestan servicio de viajeros.

## Situación ferroviaria
La estación forma parte de la línea férrea de ancho ibérico Madrid-Burgos, punto kilométrico 96,3. Se encuentra situada a 1271,21 metros de altitud, entre las estaciones de La Serna del Monte y Robregordo-Somosierra. El tramo es de via única y está sin electrificar.

## Historia
Las instalaciones ferroviarias de La Acebeda forman parte del ferrocarril directo Madrid-Burgos. Esta línea fue inaugurada el 4 de julio de 1968, tras haberse prolongado las obras varias décadas, siendo el objetivo de la línea del ferrocarril reducir el tiempo de recorrido entre Madrid y la frontera francesa.
En la década de 1990 la línea ya se encontraba en declive y la mayoría de estaciones fueron cerradas al tráfico. Este apeadero, al igual que la mayoría de las estaciones intermedias de la línea, excepto la estación de Aranda de Duero, dejó de tener servicio de viajeros en 1998. 
Desde enero de 2005, con la extinción de la antigua RENFE, el ente Adif pasó a ser el titular de las instalaciones ferroviarias. Tras el derrumbe en el túnel de Somosierra, en 2011, no circulan servicios ferroviarios por este tramo.

## La estación
No forma parte de las estaciones originales de la línea, sino que fue construida posteriormente para acercar el servicio al núcleo de población. 
Las instalaciones se reducen a un refugio de obra y varios postes de iluminación. Está situada entre dos túneles muy cercanos, quedando el espacio justo para la detención de un automotor. La plataforma y los túneles están preparados para una segunda vía, lo que nunca se llevó a cabo, por lo que el andén de la estación se construyó sobre el balasto de esa futura segunda vía.